# Lubow Nikitienko
Lubow Iwanowna Nikitienko z domu Kononowa (ros. Любовь Ивановна Никитенко (Кононова), ur. 6 grudnia 1948 w Kustanaju) – kazachska lekkoatletka, płotkarka. Podczas swojej kariery reprezentowała Związek Radziecki.

## Kariera sportowa
Odpadła w półfinale biegu na 50 metrów przez płotki na halowych mistrzostwach Europy w 1972 w Grenoble. Później przez kilka lat nie startowała w zawodach międzynarodowych najwyższej rangi. 
Zajęła 6. miejsce w finale biegu na 60 metrów przez płotki na halowych mistrzostwach Europy w 1976 w Monachium. Wystąpiła w biegu na 100 metrów przez płotki na igrzyskach olimpijskich w 1976 w Montrealu, gdzie awansowała do półfinału, w którym została zdyskwalifikowana.
Zwyciężyła w biegu na 60 metrów przez płotki na halowych mistrzostwach Europy w 1977 w San Sebastián, wyprzedzając Zofię Filip z Polski i Ritę Bottiglieri z Włoch. Zajęła 3. miejsce w biegu na 100 metrów przez płotki zawodach pucharu świata w 1977 w Düsseldorfie. Na halowych mistrzostwach Europy w 1978 w Mediolanie odpadła w półfinale biegu na 60 metrów przez płotki. 
Nikitienko była mistrzynią Związku Radzieckiego w biegu na 100 metrów przez płotki w 1971, 1973 i 1977, a także halową mistrzynią ZSRR w biegu na 60 metrów przez płotki w 1972 i 1976.
Po zakończeniu kariery była trenerką lekkoatletyczną w Kazachstanie. Trenowała m.in. mistrzynię olimpijską z 2000 Olgę Szyszyginę.

## Rekordy życiowe
- bieg na 100 metrów przez płotki – 12,87 s (3 września 1977, Düsseldorf)
- bieg na 50 metrów przez płotki (hala) – 7,29 s (11 marca 1972, Grenoble)
- bieg na 60 metrów przez płotki (hala) - 8,14 s (21 lutego 1976, Monachium)[10][11]